# Ludmila Hajná
Ludmila Hajná (1. června 1906 Březová okres Zlín – 4. října 1990 Praha Malešice) byla za Protektorátu Čechy a Morava úřednicí Zemského úřadu pro válečné poškozence v pražském Karlíně. Do ilegální protiněmecké činnosti v domácím odboji se zapojila coby spolupracovnice sokolské organizace Jindra. Také byla součástí radikální sokolské odbojové skupiny Říjen a podporovatelkou členů zpravodajsko–sabotážní skupiny Tři králové.
Ing. Bílek (manžel Heleny Bílkové) ji v prosinci roku 1941 požádal, aby zajistila na krátký čas ubytování pro štábního kapitána Václava Morávka (krycí jméno „Leon“). Tak se také stalo. Ludmila Hajná ukrývala Václava Morávka od 31. prosince 1941 asi týden v bytě Marie Schönové v činžovním domě na adrese Nádražní 30/19.
Ludmila Hajná docházela do bytu, kde Bílkovi bydleli tedy na pražský Žižkov do Poděbradovy ulice číslo popisné 1735. Jako spojka působila Ludmila Hajná od března roku 1942, kdy zajišťovala přenos pokynů, zpráv a vzkazů mezi klíčovým spolupracovníkem operace Anthropoid – učitelem Janem Zelenkou–Hajským a vedoucím a zakladatelem ilegální sokolské organizace Jindra Ladislavem Vaňkem. Také zajišťovala funkci spojky mezi Ladislavem Vaňkem, Janem Zelenkou–Hajským a moravskými sokolskými župami.
A byl to právě Ladislav Vaněk (po 4. září 1942 konfident gestapa), na základě jehož výpovědi byla Ludmila Hajná dne 7. dubna 1943 zatčena gestapem v bytě v činžovním domě na adrese Veletržní 404/6 (německy Messenstrasse).
 Postupně byla vězněna na různých místech (v Praze, Brně, Zhořelci a ve Waldheimu). Ve Waldheimu se dožila konce druhé světové války. Ludmila Hajná zemřela 4. října 1990 v domově důchodců v pražských Malešicích.

Spolupracovníci v odboji
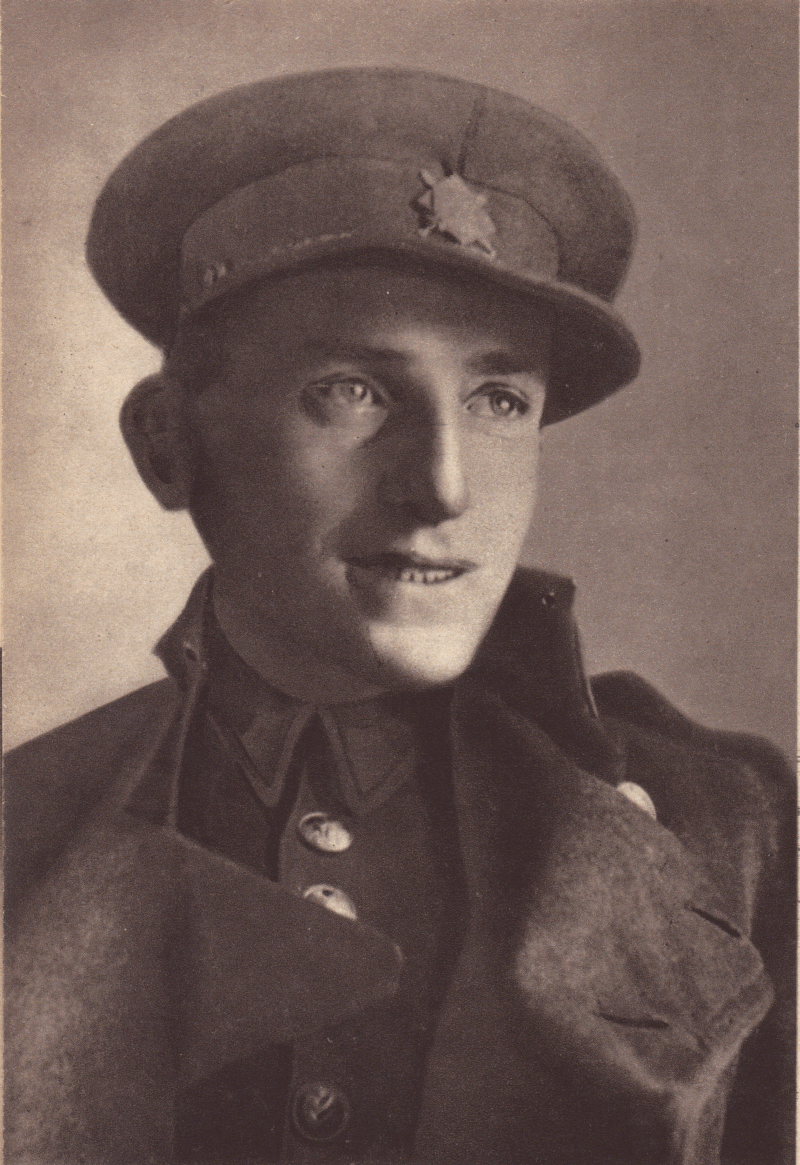
Václav Morávek člen odbojové skupiny přezdívané gestapem „Tři králové“
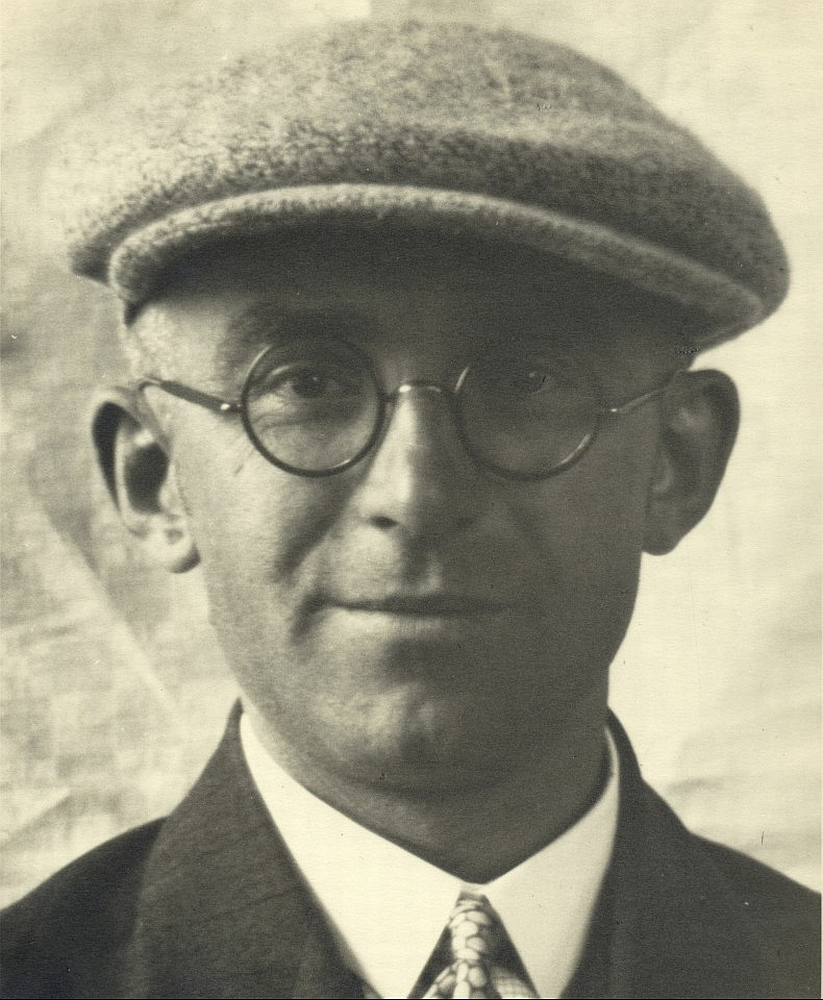
Učitel Jan Zelenka-Hajský – klíčový spolupracovník operace Anthropoid
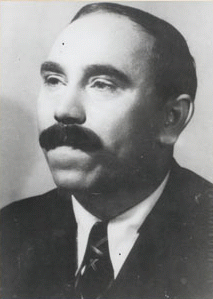
Ladislav Vaněk – vedoucí a zakladatel ilegální sokolské organizace Jindra